# Championnats d'Afrique de judo 2017
Navigation
Édition précédente Édition suivante
Les championnats d'Afrique de judo 2017 sont disputés du 14 au 16 avril 2017 à Antananarivo à Madagascar. Il s’agit de la 38e édition de cette compétition.

## Tableau des médailles
Le tableau des médailles officiel ne prend pas en compte les deux compétitions par équipes.
| Rang  | Nation                           | Or | Argent | Bronze | Total |
| ----- | -------------------------------- | -- | ------ | ------ | ----- |
| 1     | Algérie                          | 9  | 5      | 6      | 20    |
| 2     | Tunisie                          | 3  | 5      | 1      | 9     |
| 3     | Égypte                           | 2  | 2      | 6      | 10    |
| 4     | Maroc                            | 2  | 0      | 4      | 6     |
| 5     | Cameroun                         | 1  | 1      | 5      | 7     |
| 6     | Guinée-Bissau                    | 1  | 0      | 0      | 1     |
| 7     | Sénégal                          | 0  | 1      | 6      | 7     |
| 8     | Gambie                           | 0  | 1      | 0      | 1     |
| 8     | Maurice                          | 0  | 1      | 0      | 1     |
| 10    | Côte d'Ivoire                    | 0  | 0      | 2      | 2     |
| 11    | Angola                           | 0  | 0      | 1      | 1     |
| 11    | Afrique du Sud                   | 0  | 0      | 1      | 1     |
| 13    | Burkina Faso                     | 0  | 0      | 0      | 0     |
| 13    | Burundi                          | 0  | 0      | 0      | 0     |
| 13    | Ghana                            | 0  | 0      | 0      | 0     |
| 13    | Guinée                           | 0  | 0      | 0      | 0     |
| 13    | Kenya                            | 0  | 0      | 0      | 0     |
| 13    | Madagascar                       | 0  | 0      | 0      | 0     |
| 13    | Mali                             | 0  | 0      | 0      | 0     |
| 13    | République démocratique du Congo | 0  | 0      | 0      | 0     |
| 13    | Seychelles                       | 0  | 0      | 0      | 0     |
| Total | Total                            | 18 | 16     | 32     | 66    |

## Podiums

### Femmes
| Épreuves                          | Or                               | Argent                       | Bronze                                                            |
| --------------------------------- | -------------------------------- | ---------------------------- | ----------------------------------------------------------------- |
| Moins de 48 kg poids super-légers | Taciana Lima Guinée-Bissau       | Olfa Saoudi Tunisie          | Philomène Bata Cameroun Aziza Chakir Maroc                        |
| Moins de 52 kg poids mi-légers    | Meriem Moussa Algérie            | Christianne Legentil Maurice | Faiza Aissahine Algérie Ikram Soukate Maroc                       |
| Moins de 57 kg poids légers       | Ghofran Khelifi Tunisie          | Ratiba Tariket Algérie       | Zouleiha Abzetta Dabonné Côte d'Ivoire Diassonema Mucungui Angola |
| Moins de 63 kg poids mi-moyens    | Sofia Belattar Maroc             | Meriem Bjaoui Tunisie        | Amina Belkadi Algérie Hélène Wezeu Dombeu Cameroun                |
| Moins de 70 kg poids moyens       | Assmaa Niang Maroc               | Imène Agouar Algérie         | Souad Belakhal Algérie Nihel Landolsi Tunisie                     |
| Moins de 78 kg poids mi-lourds    | Kaouther Ouallal Algérie         | Sarra Mzougui Tunisie        | Georgette Sagna Sénégal Audrey Dilane Njapeng Cameroun            |
| Plus de 78 kg poids lourds        | Sonia Asselah Algérie            | Sahar Trabelsi Tunisie       | Monica Sagna Sénégal Vanessa Mballa Atangana Cameroun             |
| Open kg Toutes catégories         | Vanessa Mballa Atangana Cameroun | Sonia Asselah Algérie        | Kariman Shafik Égypte Monica Sagna Sénégal                        |

### Hommes
| Épreuves                          | Or                              | Argent                      | Bronze                                                    |
| --------------------------------- | ------------------------------- | --------------------------- | --------------------------------------------------------- |
| Moins de 60 kg poids super-légers | Fraj Dhouibi Tunisie            | Mohamed Rebahi Algérie      | Mohamed Jafy Maroc Yassine Moudatir Maroc                 |
| Moins de 66 kg poids mi-légers    | Houd Zourdani Algérie           | Wael Ezzine Algérie         | Siyabulela Mabulu Afrique du Sud Ahmed Abdelrahman Égypte |
| Moins de 73 kg poids légers       | Mohamed Mohyeldin Égypte        | Faye Njie Gambie            | Oussama Jeddi Algérie Omar Mahmoud Égypte                 |
| Moins de 81 kg poids mi-moyens    | Mohamed Abdelaal Égypte         | Abdelaziz Ben Ammar Tunisie | Saliou Ndiaye Sénégal Ali Hazem Égypte                    |
| Moins de 90 kg poids moyens       | Oussama Mahmoud Snoussi Tunisie | Dieudonné Dolassem Cameroun | Abderrahmane Benamadi Algérie Hatem Abdelakher Égypte     |
| Moins de 100 kg poids mi-lourds   | Lyes Bouyacoub Algérie          | Ramadan Darwish Égypte      | Kobena Koffi Kreme Côte d'Ivoire Baboucar Mane Sénégal    |
| Plus de 100 kg poids lourds       | Nadjib Temmar Algérie           | Maisara Elnagar Égypte      | Mohamed El Mehdi Lili Algérie Mbagnick Ndiaye Sénégal     |
| Open kg Toutes catégories         | Nadjib Temmar Algérie           | Mbagnick Ndiaye Sénégal     | Maisara Elnagar Égypte Dieudonné Dolassem Cameroun        |

### Par équipes
| Épreuves | Or      | Argent  | Bronze           |
| -------- | ------- | ------- | ---------------- |
| Hommes   | Algérie | Tunisie | Égypte Cameroun  |
| Femmes   | Algérie | Tunisie | Sénégal Cameroun |